# Rittersheim
Rittersheim là một đô thị thuộc thuộc huyện Donnersberg, Đức. Đô thị Rittersheim có diện tích 3,96 km², dân số thời điểm ngày 31 tháng 12 năm 2006 là 197 người.